# Ǘ
 (août 2020).
Si vous disposez d'ouvrages ou d'articles de référence ou si vous connaissez des sites web de qualité traitant du thème abordé ici, merci de compléter l'article en donnant les références utiles à sa vérifiabilité et en les liant à la section « Notes et références ».
Ǘ (minuscule : ǘ), appelé U tréma accent aigu, est une lettre latine utilisée dans l’écriture du chinois en hanyu pinyin, dans l’écriture du bamoun, de l’otomi de San Jerónimo Acazulco et en allemand lorsque l’accent tonique est indiqué à l’aide de l’accent aigu.
Elle est formée de la lettre U avec un tréma suscrit et un accent aigu.

## Utilisation
En hanyu pinyin (système de transcription du mandarin standard), ‹ ǘ › a le même rôle que ‹ ü › (noter le son /y/ après l et n — en début de mot on écrit ‹ yu ›, après q, x et j on écrit ‹ u ›) ; l’accent aigu indique en plus que la syllabe porte le deuxième ton (ton montant).
Dans l’orthographe pratique de l’otomi de San Jerónimo Acazulco, le u tréma ‹ ü › représente une voyelle fermée postérieure arrondie nasalisée [ũ] et l’accent aigu représente le ton haut.
En allemand, dans certains ouvrages linguistiques, le ‹ ǘ › est utilisé pour indiquer l’accent tonique sur le ‹ ü › afin de différencier les homographes, par exemple übersétzen (« traduire ») et ǘbersetzen (« transférer »).

## Représentations informatiques
Le U tréma accent aigu peut être représenté avec les caractères Unicode suivants : 
- précomposé (Latin étendu additionnel) :

| formes    | représentations | chaînes de caractères | points de code | descriptions                                   |
| --------- | --------------- | --------------------- | -------------- | ---------------------------------------------- |
| capitale  | Ǘ               | Ǘ                     | U+01D7         | lettre majuscule latine u tréma et accent aigu |
| minuscule | ǘ               | ǘ                     | U+01D8         | lettre minuscule latine u tréma et accent aigu |

- décomposé (latin de base, diacritiques) :

| formes    | représentations | chaînes de caractères | points de code       | descriptions                                                        |
| --------- | --------------- | --------------------- | -------------------- | ------------------------------------------------------------------- |
| capitale  | Ǘ               | U◌̈◌́                   | U+0055 U+0308 U+0301 | lettre majuscule latine u diacritique tréma diacritique accent aigu |
| minuscule | ǘ               | u◌̈◌́                   | U+0075 U+0308 U+0301 | lettre minuscule latine u diacritique tréma diacritique accent aigu |